# 小行星7619
小行星7619（英語：7619）是一颗围绕太阳公转的小行星。1997年1月13日，清水義定、浦田武在那智胜浦町发现了此天体。
这颗小行星的绝对星等为43.12669等。